# ヴィクター・アニチェベ
ヴィクター・チネドゥ・アニチェベ（Victor Chinedu Anichebe, 1988年4月23日 - ）は、ナイジェリア、ラゴス出身の元サッカー選手。現役時代のポジションはフォワード。

## クラブ経歴
生まれはナイジェリアだが、1歳の頃に家族と共にリヴァプールへ移住した。2003年にエヴァートンFCのアカデミーチームに加入し、15歳でリザーブチームデビュー。その後着実に力をつけ、リザーブチームのレギュラーとなる。
当時エヴァートンの監督であったデイヴィッド・モイーズによってトップチームに招集され、2006年1月28日に行われたFAカップ4回戦のチェルシーFC戦で、後半44分にサイモン・デイヴィスに代わって出場しプロデビュー。2005-06シーズンのリーグ最終節、対ウェスト・ブロムウィッチ・アルビオンFC戦ではプレミアリーグ初ゴールをマークした。この試合は、かつてエヴァートンに6年間在籍しチームを牽引してきた名プレイヤーダンカン・ファーガソンの現役最後の試合でもあった。同年4月にエバートンとの2年契約にサイン。シーズン終了後には、リザーブリーグの年間最優秀選手に選出された。
2006-07シーズンのニューカッスル・ユナイテッドFC戦では、公式戦初となる1試合2得点を記録。同シーズン中に2011年までの4年契約にサインした。翌2007-08シーズンのUEFAカップではメタリスト・ハルキウ、AELラリッサ、1.FCニュルンベルク、SKブランを相手に4得点を挙げる活躍を見せ、2008年5月7日、ファン投票により07-08シーズンの最優秀若手選手賞を受賞。
2013年9月2日、600万ポンドでウェスト・ブロムウィッチ・アルビオンFCに移籍。契約は3年間。
2016年9月2日、サンダーランドAFCへ移籍。エヴァートン時代に師弟関係を結んだデイヴィッド・モイーズと3年ぶりに再会することとなった。
2017年6月23日、中国の北京控股足球倶楽部へ移籍した。

## 代表経歴
世代別代表での初出場は、2008年3月26日に行われた北京オリンピック最終予選の南アフリカ戦。その試合で初ゴールを決め、チームを本戦出場に導いている。北京五輪グループリーグ第2戦目の日本代表との試合では、後半29分にビクトル・オビンナのクロスに素早く反応しチーム2点目となるゴールを決めた。
国際Aマッチでは、同年5月27日のオーストラリア戦でデビュー。ゴールは挙げられなかったものの、チームメイトであるヤクブ・アイェグベニと共に出場した。2011年3月29日のケニア戦で代表初得点を挙げた。
2013年5月、クラブでの活動に集中するため代表を一旦引退すると発表したが、将来的には代表に戻ってくるつもりだとも述べた。

## 個人成績
| クラブ                               | リーグ         | シーズン | リーグ | リーグ | FAカップ | FAカップ | リーグカップ | リーグカップ | 国際大会 | 国際大会 | 合計 | 合計 |
| クラブ                               | リーグ         | シーズン | 出場   | 得点   | 出場     | 得点     | 出場         | 得点         | 出場     | 得点     | 出場 | 得点 |
| ------------------------------------ | -------------- | -------- | ------ | ------ | -------- | -------- | ------------ | ------------ | -------- | -------- | ---- | ---- |
| エヴァートン                         | プレミアリーグ | 2005-06  | 2      | 1      | 1        | 0        | 0            | 0            | 0        | 0        | 3    | 1    |
| エヴァートン                         | プレミアリーグ | 2006-07  | 19     | 3      | 1        | 0        | 3            | 1            | 0        | 0        | 23   | 4    |
| エヴァートン                         | プレミアリーグ | 2007-08  | 27     | 1      | 1        | 0        | 4            | 0            | 9        | 4        | 41   | 5    |
| エヴァートン                         | プレミアリーグ | 2008-09  | 17     | 1      | 3        | 0        | 0            | 0            | 2        | 0        | 22   | 1    |
| エヴァートン                         | プレミアリーグ | 2009-10  | 11     | 1      | 0        | 0        | 0            | 0            | 0        | 0        | 11   | 1    |
| エヴァートン                         | プレミアリーグ | 2010-11  | 16     | 0      | 3        | 0        | 0            | 0            | 0        | 0        | 19   | 0    |
| エヴァートン                         | プレミアリーグ | 2011-12  | 12     | 5      | 3        | 0        | 1            | 1            | 0        | 0        | 16   | 6    |
| エヴァートン                         | プレミアリーグ | 2012-13  | 26     | 6      | 4        | 1        | 2            | 1            | 0        | 0        | 32   | 8    |
| エヴァートン                         | プレミアリーグ | 2013-14  | 1      | 0      | 0        | 0        | 0            | 0            | 0        | 0        | 1    | 0    |
| エヴァートン                         | 合計           | 合計     | 131    | 18     | 16       | 1        | 10           | 3            | 11       | 4        | 168  | 26   |
| ウェスト・ブロムウィッチ・アルビオン | プレミアリーグ | 2013-14  | 24     | 3      | 0        | 0        | 0            | 0            | 0        | 0        | 24   | 3    |
| ウェスト・ブロムウィッチ・アルビオン | プレミアリーグ | 2014-15  | 21     | 3      | 2        | 3        | 2            | 0            | 0        | 0        | 23   | 6    |
| ウェスト・ブロムウィッチ・アルビオン | プレミアリーグ | 2015-16  | 10     | 0      | 3        | 0        | 1            | 0            | 0        | 0        | 14   | 0    |
| ウェスト・ブロムウィッチ・アルビオン | 合計           | 合計     | 55     | 6      | 5        | 3        | 3            | 0            | 0        | 0        | 61   | 9    |
| 通算                                 | 通算           | 通算     | 186    | 24     | 21       | 4        | 13           | 3            | 11       | 4        | 229  | 35   |

## タイトル

### 代表
U-23ナイジェリア代表
- オリンピック 銀メダル ： 2008

### 個人
- Reserve Player of the Season 2005-06
- Young Player of the Season 2007-08